# Quartu Sant’Elena
Quartu Sant’Elena – miejscowość i gmina we Włoszech, w regionie Sardynia, w prowincji Cagliari.
Według danych na rok 2004 gminę zamieszkuje 67 275 osób, 700,8 os./km².  Graniczy z Cagliari, Maracalagonis, Monserrato, Quartucciu, Selargius i Settimo San Pietro.